# Покрив (филм)
„Покрив“ е български игрален филм (драма) от 1978 година на режисьора Иван Андонов, по сценарий на Кънчо Атанасов. Оператор е Виктор Чичов. Художник е Юлиана Божкова. Музиката във филма е композирана от Георги Генков.

## Сюжет
Шофьорът Кирил и съпругата му Мария мечтаят за нова къща. Те дълго са събирали пари, лишавали са се от много радости само и „само да вдигнат покрив над главата си“. Кирил прави „черни курсове“,  за да набави необходимите строителни материали, които не могат да се купят нормално. Един ден той качва в камиона си млада и свободолюбива циганка, с цвете в косите. Пламва любов от пръв поглед. Двамата започват да се срещат тайно и „грешната“ им любов ги отвежда на строежа на нова магистрала… Но тук се явяват много прозаични и битови усложнения и Кирил в крайна сметка се връща при законната си жена. Къщата е завършена, съседи и приятели се събират за тържеството…

## Състав

### Актьорски състав
| Изпълнител                                        | Роля                             |
| ------------------------------------------------- | -------------------------------- |
| Петър Слабаков                                    | Кирил Апостолов                  |
| Пепа Николова                                     | Жената                           |
| Мария Статулова                                   | Мария (Марето)                   |
| Григор Вачков                                     | Мургавият, началник на пласмента |
| Васил Попилиев                                    | Пешо                             |
| Нина Стамова                                      | Димитрина                        |
| Надя Тодорова                                     | Кака Денка                       |
| Георги Русев                                      |                                  |
| Никола Тодев                                      | каменарят                        |
| Християн Русинов                                  |                                  |
| Владимир Русинов                                  |                                  |
| Антон Карастоянов                                 | началникът на тухларницата       |
| Данаил Ангелов                                    |                                  |
| Аспарух Сариев                                    | Стоян, многоженеца с прасето     |
| Димитър Керанов                                   |                                  |
| Божидар Лечев                                     | началникът на обекта             |
| Петър Петров                                      | пазачът бай Кольо                |
| Латинка Петрова                                   | Кинчето                          |
| Минко Босев                                       |                                  |
| Стоян Атанасов                                    |                                  |
| Таня Кирковска                                    |                                  |
| Сашо Бурмов                                       |                                  |
| Иван Йорданов (не е посочен в надписите на филма) | обещаващия                       |

### Творчески и технически екип
| Режисьор            | Иван Андонов                                                                                   |
| Сценарий            | Кънчо Атанасов                                                                                 |
| Оператор            | Виктор Чичов                                                                                   |
| Художник            | Юлиана Божкова                                                                                 |
| Костюми             | Ваня Делева                                                                                    |
| Музика              | Георги Генков                                                                                  |
| Звук                | Михаил Каридов                                                                                 |
| Редактор            | Боян Папазов                                                                                   |
| Монтаж              | Албена Христова                                                                                |
| Втори режисьор      | Дора Смедовска                                                                                 |
| Асистент-режисьори  | Лилия Бозаджиева Румяна Рунева Емил Молхов                                                     |
| Втори оператор      | Георги Тренев                                                                                  |
| Асистент-оператори  | Георги Ночев Павел Калинчев                                                                    |
| Асистент по монтажа | Елена Тодорова                                                                                 |
| Грим                | Мария Търкаланова Надежда Романска                                                             |
| Реквизит            | Стефан Ненов                                                                                   |
| Гардероб            | Любка Маджарова                                                                                |
| Фотограф            | Кръстина Василева                                                                              |
| Тонтехник           | Крум Крумов                                                                                    |
| Организатори        | Екатерина Димитрова Николай Недялков                                                           |
| Директор            | Весела Димитрова                                                                               |
| Производство        | Българска кинематография Студия за игрални филми Творчески колектив „Хемус“ /Copyright © 1978/ |

## Награди
- Наградата на кинокритиката и Наградата за сценарий на ФБФ (Варна, 1978).